# Tavernier (Florida)
Tavernier è un census-designated place degli Stati Uniti d'America situato nella parte centrale della Contea di Monroe dello stato della Florida, nelle isole delle Florida Keys.
Secondo le statistiche del 2010, la città ha una popolazione di 2.136 abitanti su una superficie di 7 km2.